# 2,3-Dimetilbutano
2,3-Dimetil-butano é um isômero do hexano. Tem a fórmula química (CH3)2CHCH(CH3)2. É um líquido incolor que ebule a 57,9 °C.